# Стецков, Тимур Вадимович
Тиму́р Вади́мович Стецко́в (укр. Тимур Вадимович Стецьков; род. 27 января 1998, Кривой Рог, Днепропетровская область) — украинский футболист, защитник львовских «Карпат».

## Биография
Тимур Стецков родился 27 января 1998 года. Воспитанник молодежной академии днепропетровского «Днепра», цвета которого защищал с 2011 по 2015 годы. Первый тренер — Алексей Чистяков. После этого пошел на повышение, получив приглашение от более именитого «Кривбасса», выступавшего в Суперлиге Днепропетровской области. В составе криворожан сыграл 1 поединок. В 2016 году присоединился к «Александрии», но из-за высокой конкуренции в команде и молодой возраст был отправлен в команду U-19. Однако Тимур довольно быстро перешел в команду U-21. В конце июня 2017 года ФК «Александрия» отправилась на предсезонный сбор в Нидерланды, но уже по прибытии в Нидерланды решила пригласить на него еще и Тимура Стецкова. После возвращения в «Александрию» Тимур выступал за молодежную команду. 20 августа 2017 впервые попал в заявку на матч первой команды в рамках 6-го тура УПЛ против львовских «Карпат». Матч завершился нулевой ничьей, а Стецков все это время просидел на скамье запасных. В составе главной команды «Александрии» дебютировал 4 ноября 2017 в ничейном (0:0) поединке 15-го тура УПЛ против одесского «Черноморца». Тимур вышел на поле на 75-й минуте, заменив Андрея Бацулу. 19 мая 2018 года в победном (2:0) домашнем поединке 32-го тура Премьер-лиги впервые вышел в стартовом составе александрийцев, а на 80-й минуте отличился голом, установившим окончательный счет. После этого матча попал в символическую сборную тура среди команд УПЛ по версии ряда спортивных интернет-изданий Украины.

## Достижения
«Кривбасс»
- Бронзовый призёр чемпионата Украины: 2023/24